# شيهم فلبيني
شيهم فلبيني (الاسم العلمي: Hystrix pumila)، نوع من القوارض يتبع جنس الشيهم وفصيلة شيهم العالم القديم. متوطن في جزيرة بالاوان الفلبينية. 
ويبلغ طوله ما بين 42 و93 سم (1.38-3.05 قدمًا)، دون احتساب الذيل، ويبلغ طول الذيل حوالي من 2.5 إلى 19 سم (0.98-7.48 بوصة) ويزن 3.8-5.4 كجم (8.4-11.9 رطل).